# Sainte-Magnance
Sainte-Magnance là một xã của Pháp,tọa lạc ở tỉnh Yonne trong vùng Bourgogne. 
Sainte-Magnance giáp với Côte d'Or. Về mặt giao thông, có tuyến quốc lộ 6 chạy quanh. Xã này có 3 làng: Villeneuve, Champmorlin và Toucheboeuf.

## Hành chính
| Danh sách các thị trưởng               |           |                |      |         |
| Giai đoạn                              | Giai đoạn | Tên            | Đảng | Tư cách |
| tháng 3 năm 2001                       |           | Maxime Brisard |      |         |
| Tất cả các dữ liệu trước đây không rõ. |           |                |      |         |

## Biến động dân số
| Năm | 1962 | 1968 | 1975 | 1982 | 1990 | 1999 |
| --- | ---- | ---- | ---- | ---- | ---- | ---- |
| Dân số | 354  | 364  | 355  | 336  | 325  | 353  |
| From the year 1962 on: No double counting—residents of multiple communes (e.g. students and military personnel) are counted only once. |      |      |      |      |      |      |